# Кан Хо Сун
Кан Хо Сун (кор. 강호순; род. 10 октября 1969) — южнокорейский серийный убийца, совершивший не менее семи убийств в провинции Кёнгидо в 2006—2008 годах, в том числе убийство своей жены и тещи.

## Серия убийств
Первое убийство Кан Хо Сун совершил 14 декабря 2006 года в городе Кунпхо, зарезав на выходе из караоке-бара 45-летнего мужчину, которого затем ограбил. Следующее убийство было совершено 24 декабря 2006 года в городе Сувон также в караоке-баре, Кан Хо Сун зарезал в туалете 37-летнего работника заведения, которого также затем ограбил. Следующей жертвой Кан Хо Суна стал 52-летний мужчина, которого преступник ограбил и также зарезал в городе Хвансон 3 января 2007 года.
Затем 7 января 2007 Сун убил и ограбил 37-летнюю работницу караоке-бара в городе Анян, а всего спустя несколько часов убил 20-летнего студента в городе Сувон. Затем Кан Хо Сун ненадолго прекратил убивать. 9 ноября 2008 года он проник в дом 48-летней женщины в городе Сувон с целью ограбления. Хозяйка увидела преступника, тогда Кан Хо Сун убил ее и ограбил дом. Последнее преступление Кан Хо Сун совершил 19 декабря 2008 года, убив и ограбив в лесу города Ансан 21-летнего студента.

## Арест и суд
Кан Хо Суна задержали 25 января 2009 года. Полиция сумела в ходе расследования доказать его причастность к 7 убийствам. Кроме того, Суна обвинили в том, что в 2005 году он устроил пожар в собственном доме, в ходе которого убил свою жену и тещу с целью получения страховки. Сун отверг причастность к пожару. 22 апреля 2009 года Кан Хо Сун был приговорен к смертной казни, однако фактически с 2000 года в Южной Корее действует негласный мораторий на данную меру наказания, а это значит, что, скорее всего, убийца проведет остаток своих дней за решеткой.